# All Day Love
All Day Love är en sång från 2010 skriven och komponerad av Salem Al Fakir. Sången är tillägnad kronprinsessan Victoria och prins Daniel och skriven till deras bröllop. Den framfördes första gången på festkonserten dagen före bröllopet.
Musiken är skriven av Salem Al Fakir och texten är skriven av Linn Segolson. 
Låten framfördes under konserten av Salem Al Fakir, Linn Segolson och Stefan Segolson.